# جنگ ائتلاف ششم
جنگ ائتلاف ششم (انگلیسی: War of the Sixth Coalition)، مجموعه ای از درگیری‌ها بود که بین سال‌های ۱۸۱۲ و ۱۸۱۴ انجام شد. ائتلافی از قدرت‌های اروپایی به رهبری بریتانیا، امپراتوری روسیه، پادشاهی پروس و امپراتوری اتریش، امپراتوری فرانسه را به رهبری ناپلئون بناپارت شکست دادند.
جنگ در سال ۱۸۱۲ پس از حمله ناپلئون به روسیه با ارتش بزرگی متشکل از ۶۰۰ هزار سرباز آغاز شد. با این حال، این کارزار یک شکست فاجعه بار بود، زیرا زمستان سخت روسیه و تاکتیک‌های نظامی روسیه، نیروهای فرانسوی را از بین برد و منجر به عقب‌نشینی و در نهایت شکست آنها شد. این شکست امپراتوری فرانسه را تضعیف کرد و راه را برای لشکرکشی‌های بعدی ائتلاف هموار کرد.
در سال ۱۸۱۳، ائتلاف مجموعه‌ای از حملات را علیه فرانسوی‌ها آغاز کرد که در نتیجه یک سری پیروزی‌ها، از جمله نبرد لایپزیک در اکتبر، که به «نبرد ملل» نیز معروف است، به دست آمد. این نبرد نقطه عطفی در جنگ بود، زیرا ناپلئون را مجبور به کناره‌گیری و تبعید به جزیره البا کرد.
با این حال، ناپلئون در سال ۱۸۱۵ از تبعید فرار کرد و به فرانسه بازگشت که منجر به کارزار صد روزه شد. نیروهای ائتلاف دوباره گرد هم آمدند و ناپلئون را یک بار برای همیشه در نبرد واترلو در ژوئن ۱۸۱۵ شکست دادند.
جنگ ائتلاف ششم به‌طور قابل توجهی اروپا را تحت تأثیر قرار داد، زیرا منجر به پایان دوره ناپلئونی و احیای سلطنت بوربون در فرانسه شد. همچنین به تغییرات قابل توجهی در مرزهای سیاسی اروپا منجر شد، زیرا کنگره وین نقشه این قاره را دوباره ترسیم کرد و توازن قدرت جدیدی را در میان کشورهای اروپایی ایجاد کرد.